# Casa a Graticcio (Ercolano)
La Casa a Graticcio è una casa di epoca romana, sepolta dall'eruzione del Vesuvio del 79 e riportata alla luce a seguito degli scavi archeologici dell'antica Ercolano: deve il suo nome alla tecnica di costruzione utilizzata, ossia quella a graticcio.

## Storia e descrizione
Di semplice fattura, la Casa a Graticcio era una soluzione plurifamiliare, data in affitto, divisa in tre o quattro appartamenti. Venne sepolta sotto una coltre di fango dalle colate piroclastiche dovute all'eruzione del Vesuvio del 79; fu riportata alla luce ed esplorata dagli scavi condotti tra il 1927 ed il 1933 da Amedeo Maiuri.
La Casa a Graticcio, con una superficie di circa centottanta metri quadrati e camere con un'altezza di due metri e novanta, è realizzata con la cosiddetta tecnica del graticcio, ossia sottili muri, sorretti da un'intelaiatura in legno, riempiti con materiale di costruzione, disposto ad opus incertum e ricoperto con abbondante calce: tale tecnica, alquanto economica, era però poco sicura, in quanto, come narrato dallo stesso Marco Vitruvio Pollione, soggetta a crepe e crolli, oltre che facilmente infiammabile. Altra caratteristica della casa è il balcone, in parte conservato, in parte restaurato, sostenuto da tre colonne in laterizio, che poggiano sul marciapiede: sotto la balconata si aprono tre ingressi, di cui uno, tramite una scala, conduce al piano superiore, uno giunge ad un appartamento dopo aver percorso un breve corridoio ed il terzo dà accesso ad una bottega utilizzata come taberna, la quale è a sua volta collegata con la casa del pianterreno.
L'appartamento del piano inferiore è caratterizzato da un cortile con impluvium che funge anche da pozzo di luce ed in questo ambiente è stato ritrovato una sorta di argano in legno, utilizzato per la raccolta di acqua dalla cisterna: sullo stesso livello, due camere poco illuminate e discretamente conservate, non presentano segni di decorazione, al contrario di due cubicoli raggiungibili, ad un livello più alto, tramite una scala posta nel cortile, di cui sono visibili ancora tre gradini in legno carbonizzati, che conservano decorazioni in quarto stile; in questi ambienti inoltre sono stati ritrovati tre letti e due armadi, con all'interno una collana, dei vasi in vetro, statuette di Lari e divinità, tra cui Giove, Asclepio, Diana, Fortuna e Minerva.
La scala con accesso dalla strada porta all'appartamento del piano superiore, più grande rispetto a quello sottostante: di questo, due stanze sono scarsamente illuminate, in quanto prendono luce dal cortile dell'impluvium; una, detta diaeta, è stata ricavata direttamente sul balcone, mentre in un cubicolo rimangono affreschi in quarto stile e sono stati rinvenuti due letti, tra cui uno di un bambino, il frontone di un larario ed una testa scolpita, entrambi in legno, un armadio completamente vuoto e diversi oscilla.